# اموجان
اموجان (به لاتین: Amujan) یک منطقهٔ مسکونی در بنگلادش است که در استان چیتاگونگ واقع شده‌است.